# Pannalal Ghosh
Pour les articles homonymes, voir Ghosh.
Pannalal Ghosh (31 juillet 1911 à Barisal, East Bengal (Bangladesh) – 20 avril 1960 à New Delhi) fut un flûtiste indien renommé pour avoir transformé la simple flûte murali en un instrument de concert, le bansurî.
Issu d'une famille de musiciens, il apprit d'abord le sitar avec son père. Puis à neuf ans il découvre la flûte et à onze ans un sâdhu lui annonce qu'il dédiera sa vie à la musique et à la flûte. En ce temps-là, Pannalal était un champion de boxe et participait au freedom movement en lutte pour l'indépendance. 
Il devint musicien pour le cinéma à Calcutta où il eut besoin d'une flûte plus grande et d'un nouveau doigté pour pouvoir atteindre les trous très espacés. Il devint ainsi célèbre et rencontra les plus grands musiciens de son temps.
En 1937, il rencontre son premier guru : Kushi Mohammed Khan, un joueur d'harmonium. Puis il part en tournée en Europe en 1938, avec une troupe de danse. À la mort de son maître, il trouve alors Girija Shankar Chakravarti et, en 1947, il devient enfin l'élève d’Ustad Allauddin Khan.
Il devint alors l'accompagnateur de Ustad Fayaz Khan et Pandit Omkarnath Thakur, chanteurs fameux. 
Ses compositions mélangent divers styles tels dhrupad, tantrakari, thumri et musique folklorique, joués dans des rythmes difficiles tels jhumra et tilwara.
Il a aussi inventé le bass bansuri et introduit la tampuri à six cordes et la surpeti ou shruti box dans la musique hindoustanie. 
À la fin de sa vie, il devint dévot de Râmakrishna et Vivekananda, mêlant méditation, prière et musique, et délaissant la musique filmi.